# Elisabeth Grochtmann
Elisabeth Grochtmann (* 19. September 1956 in Gnoien als Elisabeth Luczak) ist eine ehemalige deutsche Politikerin (CDU).

## Leben
Nach dem Abitur 1975 absolvierte Grochtmann die Handelshochschule in Leipzig und schloss diese als Diplom-Ökonomin ab. Ab 1979 war sie als Verwaltungsangestellte tätig. Im Februar 1990 trat sie in die DDR-CDU ein. Ab Mai 1990 fungierte sie dann als Landrätin des Kreises Teterow; dort wurde sie im gleichen Monat Vorsitzende des CDU-Kreisverbandes.
Bei der Bundestagswahl im Dezember 1990 wurde Grochtmann als Direktkandidatin des Wahlkreises Rostock-Land – Ribnitz-Damgarten – Teterow – Malchin ins Parlament gewählt. Dort amtierte sie als Schriftführerin. 1994 schied sie aus dem Bundestag aus.
Nach Beendigung ihrer politischen Laufbahn wurde Elisabeth Grochtmann Leiterin einer Kurklinik der Caritas in Kühlungsborn.